# Enric de Borgonya
Enric de Borgonya (Dijon, França 1066 - Astorga, Regne de Galícia 1112) va ser comte de Portugal (1094-1112).

## Orígens familiars
Nascut a la capital del ducat de Borgonya, fou fill d'Enric de Borgonya i la seva esposa, Sibil·la de Barcelona. Era net del duc Robert I de Borgonya, i besnet del rei Robert II de França, per línia paterna i del comte de Barcelona Berenguer Ramon I per línia materna.

## Núpcies i descendents
El 1093 va contraure matrimoni amb Teresa de Lleó, filla natural d'Alfons VI de Lleó i Ximena Núñez de Lara. D'aquesta unió nasqueren:
- l'infant Alfons de Portugal (1094-1108)
- la infanta Urraca de Portugal (1095-1130), casada vers el 1120 amb Beremund Pérez de Trava, comte de Trastàmara
- la infanta Sança de Portugal (1097-d 1129)
- la infanta Teresa de Portugal (1098-?)
- l'infant Enric de Portugal (1106-1110)
- l'infant Alfons I el Conqueridor (1109-1185), comte de Portugal i el 1139 nomenat rei de Portugal

## Ascens al tron comtal
El 1072 morí el comte Garcia I de Galícia, germà del rei Alfons VI de Lleó, que havia heretat el regne de Galícia i el comtat de Portugal de mans del seu pare Ferran I de Castella. A la mort de Garcia el comtat revertí, igual que la corona de Galícia, al seu germà Alfons VI. Gràcies a l'ajuda d'Enric de Borgonya Alfons VI pogué estendre els seus dominis per aquestes terres tot i els atacs dels sarraïns.
Aquest, amb motiu del casament de la seva filla Teresa, atorgarà en herència al nou matrimoni els territoris entre el riu Tajo i el Miño, territoris que formaven el comtat de Portugal.

## Independència de Castella
En quedar vídua la reina Urraca I de Castella, germana de Teresa de Lleó, del seu primer marit es tornà a casar amb Alfons I d'Aragó per qüestions polítiques i estratègiques. Enric de Borgonya, aprofitant els problemes, conflictes familiars i polítics apareguts entorn de la seva cunyada Urraca I, va declarar la independència del comtat de Portugal.
Morí el 24 d'abril de 1112 a Astorga, però fou enterrat a la catedral de Braga.